# Wilhelm Rauls
Wilhelm Heinrich Erich Rauls (* 11. Januar 1896 in Deensen; † 24. März 1985 in Mölln) war ein deutscher lutherischer Pfarrer, Kirchenrat, Propst und Heimatforscher.

## Leben
Der aus einer Kaufmannsfamilie stammende Wilhelm Rauls wurde 1896 in Deensen im Herzogtum Braunschweig geboren. Er studierte evangelische Theologie in Göttingen, Tübingen, Marburg und Rostock. Anschließend war er von 1925 bis 1926 als Pfarrer im Evangelischen Verein in Braunschweig tätig, bevor er von 1926 bis 1933 eine Pfarrstelle in Halle (Weserbergland) innehatte. Er war von 1933 bis 1943 Pfarrer an der Magnikirche in Braunschweig und anschließend bis 1962 Pfarrer an der Marktkirche in Goslar. Dort war er gleichzeitig Propst der neu gegründeten Propstei.
Rauls war in der Zeit des Nationalsozialismus von 1935 bis 1945 Mitglied der Kirchenregierung. Dabei unterstützte er im Kirchenkampf die mittlere Linie von Landesbischof Helmuth Johnsen, der sich selbst als „bewussten Lutheraner“ und überzeugten Nationalsozialisten sah. Nach dem Ende des Zweiten Weltkriegs gehörte Rauls von 1946 bis 1964 dem Landeskirchentag an. Von 1952 bis 1964 war er nochmals Mitglied der Kirchenregierung. Seine besondere Aufmerksamkeit galt der liturgischen Gottesdienstgestaltung, über deren historische Ausgestaltungen er publizierte.
Rauls war auch als Heimatforscher tätig, wobei er die Geschichte seiner am Rand des Sollings liegenden Heimatdörfer Deensen, Braak und Schorborn in Dorfchroniken beschrieb.
Rauls starb im März 1985 im Alter von 89 Jahren in Mölln. Nach ihm wurde die Wilhelm-Rauls-Straße in seinem Geburtsort Deensen benannt.

## Schriften (Auswahl)
- Die Ordnung des Hauptgottesdienstes in der Braunschweigischen evangelisch-lutherischen Landeskirche : Nach Agende 1. Eine Handreichung zum Verständnis u.z. Einf., Wolfenbüttel 1958.
- Deensen : ein Dorf vor dem Solling im Wandel der Zeiten, Weserland-Verlag, Holzminden, 1967.
- Frömmigkeit und Bekenntnis in der Braunschweigischen Landeskirche. In: Landeskirchenamt Wolfenbüttel (Hrsg.): Vier Jahrhunderte Lutherische Landeskirche in Braunschweig, Braunschweig 1968.
- Das Geschlecht v. Elze, v. Campe, Weserland-Verlag, Holzminden, 1972.
- Stadtoldendorf unter der Homburg und das Kloster Amelungsborn, Lönneker, Stadtoldendorf 1974.
- Vom Ornat in der Evangelisch-Lutherischen Landeskirche in Braunschweig. In: Jahrbuch der Gesellschaft für niedersächsische Kirchengeschichte Bd. 74, 1976.
- Das Begräbnis in der Geschichte der Evangelisch-lutherischen Landeskirche in Braunschweig. In: Jahrbuch der Gesellschaft für niedersächsische Kirchengeschichte Band 78, 1980, S. 115–143.
- Deensen, Braak und Schorborn, drei Dörfer vor dem Solling, Holzminden 1983.